# Szemyszejka
Szemyszejka (ros. Шемышейка) – osiedle typu miejskiego w Rosji, w obwodzie penzeńskim, ośrodek administracyjny rejonu szemyszejskiego. W 2010 liczyło 6512 mieszkańców.